# Yan England

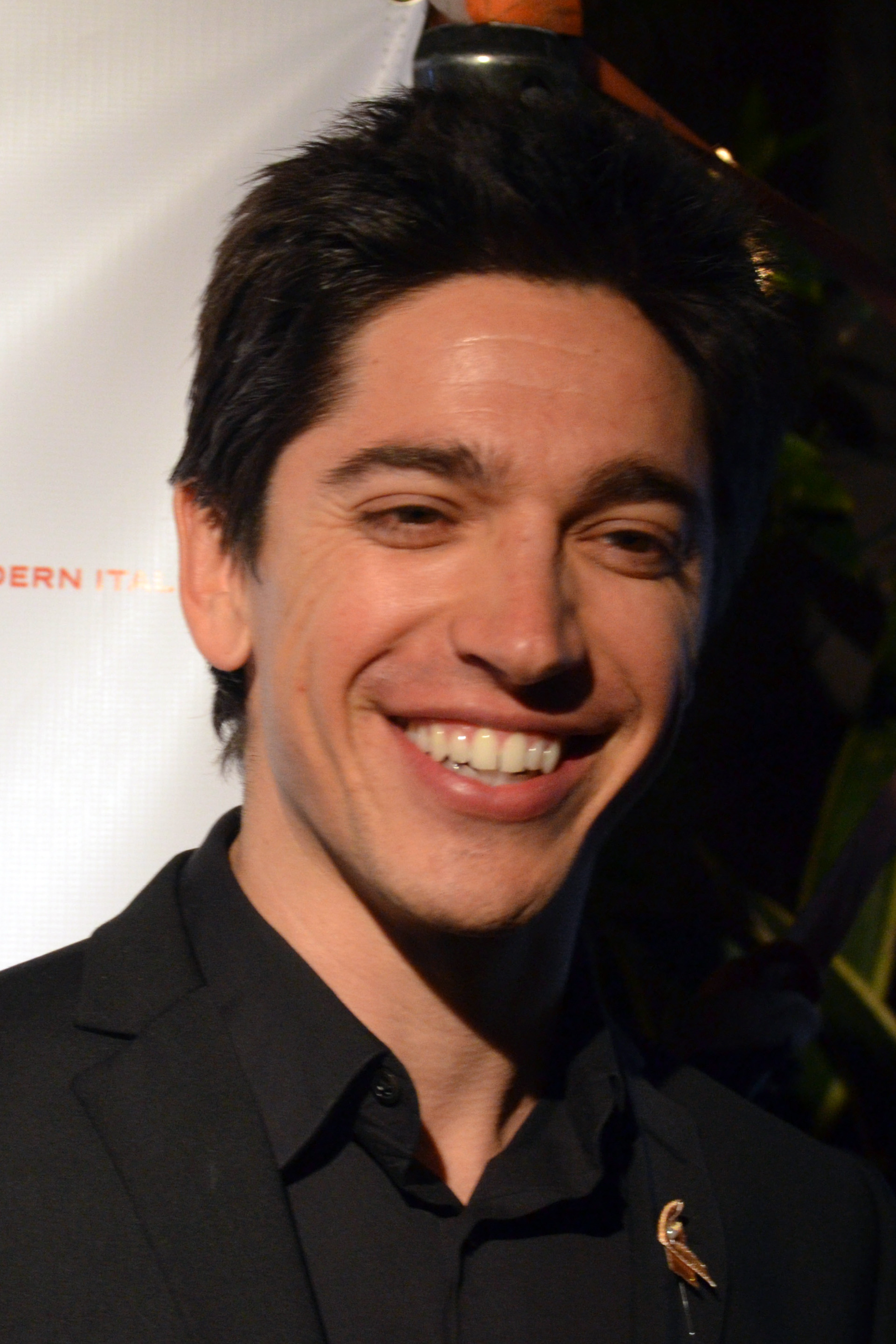
Yan England in Beverly Hills, Los Angeles

Yan England (* 2. Februar 1979 in Mont-Saint-Hilaire, Québec) ist ein kanadischer Schauspieler, Drehbuchautor, Filmproduzent und -regisseur, der 2013 für einen Oscar nominiert wurde.

## Karriere
Yan England begann 1990 als Schauspieler in der kanadischen Fernsehserie Watatatow. Im Jahr 2007 verfasste er sein erstes Drehbuch für den Kurzfilm Moi. Dieses Werk produzierte England selbst und führte dabei Regie. 2011 produzierte er den Kurzfilm Henry, wofür er das Drehbuch verfasste und Regie führte. Dieser Kurzfilm wurde 2013 für einen Oscar in der Kategorie Bester Kurzfilm nominiert.

## Filmografie (Auswahl)
Schauspieler
- 1992–1994: Watatatow (Fernsehserie, 18 Episoden)
- 2002: Buffy – Im Bann der Dämonen (Buffy the Vampire Slayer, Fernsehserie, Episode 7x06)
- 2003: Die Mexico Connection (I Witness)
- 2010–2014: Trauma (Fernsehserie, 54 Episoden)
- 2013: House of Versace – Ein Leben für die Mode (House of Versace)
- 2015: Le dep
- 2015: Stonewall
- 2018: Der unverhoffte Charme des Geldes (La chute de l’empire américain)

Regisseur, Drehbuchautor
- 2007: Moi (Kurzfilm)
- 2011: Henry (Kurzfilm)
- 2016: 1:54
- 2021: Sam
- 2023: Rematch (Fernsehserie, 6 Episoden)